# خرم‌آباد (باراندوز)
خرم‌آباد روستایی از توابع بخش مرکزی شهرستان ارومیه استان آذربایجان غربی ایران است.

## جمعیت
این روستا در دهستان باراندوز قرار داشته و بر اساس سرشماری سال ۱۳۸۵ جمعیّت آن ۲۵۳ نفر (۶۲ خانوار) بوده‌است. شغل بیشتر افراد روستا باغداری بوده و عمده محصول باغی این روستا را سیب، هلو و شلیل تشکیل می‌دهد. محصول عمده زراعی این روستا نیز گندم و نخود است. 